# Махліни
Махліни (пол. Machliny, нім. Machlin) — село в Польщі, у гміні Чаплінек Дравського повіту Західнопоморського воєводства.
Населення — 290 осіб (2011).
У 1975-1998 роках село належало до Кошалінського воєводства.

## Демографія
Демографічна структура станом на 31 березня 2011 року:
|          | Загалом | Допрацездатний вік | Працездатний вік | Постпрацездатний вік |
| -------- | ------- | ------------------ | ---------------- | -------------------- |
| Чоловіки | 150     | 32                 | 107              | 11                   |
| Жінки    | 140     | 29                 | 73               | 38                   |
| Разом    | 290     | 61                 | 180              | 49                   |